# Pesem poletja 2005
Finale 1. festivala Pesem poletja (imenovanega tudi: Paprika poletje) je potekal 11. septembra 2005 na ljubljanski mestni plaži Laguna v organizaciji TV Paprike. Prireditev so povezovali Ljubica, Dragan Sadžak in Mark Žitnik. Zmagala je Saša Lendero s pesmijo Luna.
Izbor finalnih pesmi je potekal v okviru serije poletnih večernih oddaj na TV Papriki, v katerih so se izvajalci predstavili s 3 skladbami (glede katerih ni bilo omejitev glede tega, kdaj so prvič izšle), izmed katerih so gledalci s telefonskim glasovanjem odločili, s katero se bodo uvrstili v finale. Nekateri izvajalci so sodelovali v "predizboru", v finalu pa niso nastopili (nekateri izmed njih so v spodnji tabeli prečrtani), tako da se jih je v finalu predstavilo le 28. Tudi o končni zmagovalki so odločali glasovi, oddani preko telefonov.

### Finalne tekmovalne skladbe
| #   | Izvajalec      | Pesem                     |
| --- | -------------- | ------------------------- |
| 1.  | Dani Gregorc   |                           |
| 2.  | Artbeat        | Pobeg                     |
| 3.  | Select         | Ula, la, la               |
| 4.  | Game Over      | Kratek stik               |
| 5.  | Fredy Miler    | Vedno si sanjala njega    |
| 6.  | Tina G         | Fatamorgana               |
| 7.  | Karma          | Zemljotres                |
| 8.  | Žana           | Vem, kaj misliš (Trofeja) |
| 9.  | Manca Špik     | Solze z neba              |
| 10. | Maja Misson    | Vrni se                   |
| 11. | BBT            |                           |
| 12. | Triiiple       |                           |
| 13. | Saša Lendero   | Luna                      |
| 14. | Ylenia Zobec   | Ne, ne bom                |
| 15. | Alenka Godec   | Sončen dan                |
| 16. | Domen Kumer    | Do Portoroža              |
| 17. | Rok Kosmač     | Živim le zate             |
| 18. | Maja Slatinšek | Do neba                   |
| 19. | Nuška Drašček  | Črni vran                 |
| 20. | Anžej Dežan    | C'est la vie              |
| 21. | Tanja Žagar    | Lario-da-da               |
| 22. | Vili Resnik    | Angel nad teboj           |
| 23. | Rock'n'Band    | Afrika, Rusija            |
| 24. | Xenia          | Pero me acuerdo de ti     |
| 25. | Regina         | Plave očij                |
| 26. | Make Up 2      | Muza                      |
| 27. | Frenk Nova     | Izgubljen zaklad          |
| 28. | Yuhubanda      | Angelina                  |
| 29. | Cleo           |                           |
| 30. | Nuša Derenda   | Noe, Noe                  |
| 31. | Day Out        |                           |
| 32. | Peter Januš    | Modre oči                 |
| 33. | Mlade frajle   |                           |
| 34. | Victory        |                           |
| 35. | Power Dancers  |                           |
| 36. | Platin         |                           |